# Municipio de Carroll (Arkansas)
El municipio de Carroll (en inglés: Carroll Township) es un municipio ubicado en el condado de Ouachita en el estado estadounidense de Arkansas. En el año 2010 tenía una población de 258 habitantes y una densidad poblacional de 1,74 personas por km².

## Geografía
El municipio de Carroll se encuentra ubicado en las coordenadas 33°44′38″N 92°50′16″O / 33.74389, -92.83778. Según la Oficina del Censo de los Estados Unidos, el municipio tiene una superficie total de 148.08 km², de la cual 145,9 km² corresponden a tierra firme y (1,47 %) 2,18 km² es agua.

## Demografía
Según el censo de 2010, había 258 personas residiendo en el municipio de Carroll. La densidad de población era de 1,74 hab./km². De los 258 habitantes, el municipio de Carroll estaba compuesto por el 58,53 % blancos, el 41,09 % eran afroamericanos, el 0,39 % eran de otras razas. Del total de la población el 0,39 % eran hispanos o latinos de cualquier raza.